# Театр на Таганке
Теа́тр на Тага́нке (Моско́вский теа́тр на Тага́нке, «Тага́нка») — драматический театр на улице Земляной Вал в Москве.
Основан в 1946 году как Московский театр драмы и комедии. Преобразован в Театр на Таганке в 1964 году Юрием Любимовым. С 2015 года директором театра является Ирина Апексимова. На 2023 год в репертуаре осталось два спектакля прошлых лет («Добрый человек из Сезуана» и «Мастер и Маргарита»), остальные работы — современных приглашённых режиссёров.

## История

### Предыстория
В 1870-х годах на Земляном Валу объединили в одно здание несколько построек XVIII века. В 1911-м к нему достроили кинотеатр немого кино «Вулкан» по проекту архитектора Густава Гельриха. До 1946 года помещения занимали филиал Малого театра и Театр Сафонова.

### Возникновение театра
В 1946 году был образован Московский театр драмы и комедии, который разместился в здании бывшего кинотеатра «Вулкан». Первоначально в труппе состояли воспитанники московских театральных студий, в том числе Готлиб Ронинсон, и актёры периферийных театров. Первым спектаклем стал «Народ бессмертен» по роману Василия Гроссмана, поставленный под руководством режиссёра Александра Плотникова. Театр не пользовался популярностью у зрителей и имел низкие рейтинги. В октябре 1963 года новым директором стал ведущий актёр Театра имени Станиславского и секретарь парткома Николай Дупак.
В 1963 году студенты третьего курса Щукинского училища под руководством актёра и педагога Театра имени Вахтангова Юрия Любимова в качестве дипломной работы представили спектакль «Добрый человек из Сезуана» по мотивам пьесы Бертольта Брехта. Постановка отличалась от направлений тех лет: критики отмечали в ней яркую театральность, принципиальное отсутствие «четвёртой стены», множественность сценических приёмов. Спектакль стал дебютом на профессиональной сцене для Зинаиды Славиной, Аллы Демидовой, Бориса Хмельницкого, Анатолия Васильева. После того, как в январе 1964 года Александр Плотников перешёл на должность главного режиссёра Всесоюзного радио Гостелерадио СССР, Николай Дупак пригласил Юрия Любимова в театр и назначил его главным режиссёром. Вместе с ним пришли и его ученики. По воспоминаниям Любимова: «Состояние театра было ужасное. Публика на спектакли совсем не ходила. Я тогда поставил условие: закрываю старый репертуар и открываю новый. И, главное, я прихожу со своими ребятами». Вскоре был проведён дополнительный набор в труппу. К коллективу присоединились Валерий Золотухин, Инна Ульянова, Николай Губенко, Владимир Высоцкий, актёр и режиссёр Рамзес Джабраилов. Из прежней труппы Театра драмы и комедии ко двору пришлись Вениамин Смехов, Татьяна Махова, Готлиб Ронинсон, Юрий Смирнов, Всеволод Соболев. Состав постоянно пополнялся выпускниками театральных училищ, в основном Щукинского. Из вахтанговской школы в конце 1960-х годов в театр пришли Леонид Филатов, Феликс Антипов, Иван Бортник, Виталий Шаповалов и другие. Николай Дупак придумал и утвердил эмблему театра — красный квадрат с названием театра чёрным шрифтом по периметру. В честь открытия обновлённого Московского театра драмы и комедии 23 апреля 1964 года вновь показали спектакль «Добрый человек из Сезуана», для постановки которого Юрий Любимов сформировал труппу из актёров, близких ему по эстетическим принципам. Вскоре за театром закрепилось народное название «Таганка» из-за его местоположения.
В этом драматурге нас привлекает абсолютная ясность мировоззрения. Мне ясно, что он любит, что ненавидит, и я горячо разделяю его отношение к жизни. И к театру, то есть меня увлекает эстетика Брехта. Есть театр Шекспира, театр Мольера, есть и театр Брехта…Юрий Любимов
В спектаклях все участники сохраняли единство эстетики. Режиссёр повесил в фойе театра портреты Бертольта Брехта, Евгения Вахтангова и Всеволода Мейерхольда. Позже по настоянию райкома партии добавил портрет Константина Станиславского. При этом родство «Таганки» с Театром Станиславского для специалистов так и осталось сомнительным. Однако влияние Мейерхольда, Вахтангова и Брехта узнавались в спектаклях «классической» «Таганки», существовавшей до 1981 года.

### Становление и развитие
…Рутинное название спорит с самой сутью принципиальных творческих установок нашего театра. Начиная от первой постановки после реорганизации («Добрый человек из Сезуана») и кончая самой недавней («Десять дней, которые потрясли мир»), наш коллектив заявил о себе как о театре, воскрешающем старые вахтанговские традиции — народного, уличного, площадного зрелища. Мы не ставим и пока не собираемся ставить ни «драм» ни «комедий» в традиционном смысле этого слова. Мы стремимся к форме массового многопланового и многожанрового представления, и не случайно критика, тепло встретившая наши премьеры последнего года, избегает употреблять в рецензиях серое название, унаследованное нами, а чаще всего называет его просто «Театром на Таганке». Мы просим узаконить за нами именно это наименование. Оно не только дает точный адрес театра, но именем старой московской площади, помнящей старинных петрушечников и праздничные балаганы, — говорит и о том лице, какое мы стремимся придать своему театру. «Театр на Таганке» — именно так хотели бы мы называться…
Под руководством Николая Дупака и Юрия Любимова театр приобрёл репутацию самого авангардного театра страны. Как ранний «Современник», он обходился без занавеса и почти не использовал декорации, заменяя их новаторскими и оригинальными сценическими конструкциями. В спектаклях активно применялись пантомима, теневой театр, по-брехтовски использовалась музыка. Среди спектаклей в первые годы преобладали поэтические представления — «Товарищ, верь…» по Александру Пушкину, «Послушайте!» по Владимиру Маяковскому, «Антимиры» по Андрею Вознесенскому и другие. Позже им на смену пришли многочисленные инсценировки прозаических произведений: «Мать» Максима Горького, «Что делать?» Николая Чернышевского, «…А зори здесь тихие» Бориса Васильева, «Мастер и Маргарита» Михаила Булгакова, «Дом на набережной» Юрия Трифонова. Театру требовалось новое название, предложили «Театр на Таганке», так как он находился на Таганской площади. Коллективное письмо в Управление культуры с просьбой утвердить это название было направлено 27 ноября 1965 года, её отклонили, но название уже закрепилось у столичных театралов. Повторно труппа обратилась в Управление культуры в 1972 году, однако снова официального переименования не произошло, театр назывался по-прежнему.
В 1970-х билет в Театр на Таганке стал знаком престижа для определённой публики, наравне с фирменной одеждой, автомобилями и кооперативной квартирой. В 1976 году на Международном театральном фестивале «БИТЕФ» в Югославии спектакль «Гамлет» был удостоен гран-при, а в 1980-м Юрий Любимов получил первую премию на II Международном театральном фестивале «Варшавские театральные встречи». В этом же году для театра было построено новое здание с современным техническим оснащением и проведены реставрационные работы в старом помещении.

## Конфликты

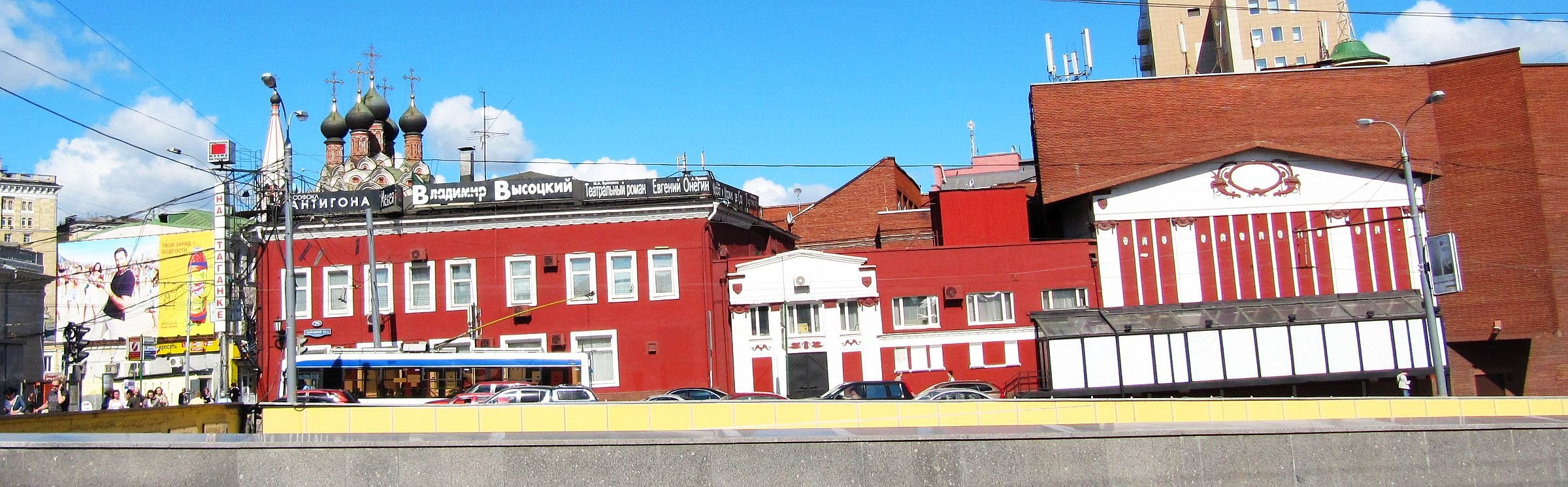
Здания Театра на Таганке и Содружества актёров Таганки, 2011 год

Спектакли Юрия Любимова становились всё более острыми и откровенными, из-за чего постоянно находились под угрозой запрета, по этой причине режиссёр стал «официальным диссидентом». Однако его разногласия с министерством культуры не отражались на отношении к театру. Но вскоре ситуация ухудшилась: были запрещены спектакли «Владимир Высоцкий», «Борис Годунов» и репетиции «Театрального романа». В. М. Молотов в частной беседе с журналистом Ф. И. Чуевым характеризовал Таганку как театр со специфическим запахом (Чуев уточнял — запах непроветренной спальни).
В 1983-м Юрий Любимов во время заграничных гастролей дал критическое интервью о жизни в СССР и решил остаться за границей. Через год после этого он был уволен и лишён советского гражданства.
Главным режиссёром театра назначили Анатолия Эфроса. Он поставил спектакли «На дне» Максима Горького, вторую редакцию «Вишнёвого сада» Антона Чехова, «Мизантроп» Мольера и «У войны не женское лицо» по пьесе Светланы Алексиевич. Последний спектакль считается одной из лучших его работ:
Эфрос поставил очень честный и откровенный спектакль. В нём перед зрителями восьмидесятых предстали вечно живые женщины сороковых.«Вечерняя Москва»
Несмотря на сильные постановки, труппа отказывалась сотрудничать с режиссёром, и последние спектакли были осуществлены через сопротивление актёров. Творческая индивидуальность Эфроса крайне отличалась от индивидуальности Любимова. Кроме того, в театре нарастал глубокий социально-нравственный конфликт «шестидесятников»: нарушался их главный принцип — единение, так как новый режиссёр не был близок по духу и настроению актёров. Юрий Любимов приход нового режиссёра расценил как штрейкбрехерство и нарушение корпоративной солидарности. Несколько артистов демонстративно покинули труппу, а оставшиеся объявили новому режиссёру бойкот.
После смерти Анатолия Эфроса в начале 1987 года его место по просьбе коллектива занял Николай Губенко. Два года он потратил на восстановление Юрию Любимову советского гражданства, после чего вернул ему должность режиссёра, а сам остался актёром. В театре возобновили ранее запрещённые спектакли, а также поставили новые. Юрий Любимов был вынужден совмещать работу в театре с постановками по ранее заключённым зарубежным контрактам. На работу театра также повлияли экономические и политические изменения в СССР.
В 1992 году Юрий Любимов решил подписать с мэром Москвы Гавриилом Поповым контракт, согласно которому становился директором Театра на Таганке с неограниченными полномочиями, а также получал здание театра в собственность. У Николая Губенко с Любимовым возникли разногласия о будущем театра, в результате чего труппа разделилась. В 1993-м большая часть артистов под руководством Губенко образовала «Содружество актёров Таганки» и заняла новое здание театра, которое достроили в 1980-х годах. Артисты Любимова, среди которых Валерий Золотухин, Виталий Шаповалов, Борис Хмельницкий, Александр Трофимов, Алексей Граббе, Иван Бортник и другие, остались в старом здании.
В 1994 году Юрий Любимов принял в театр выпускников своего Щукинского курса, чем значительно омолодил труппу. В 1997-м он полностью отказался от зарубежных контрактов и поставил ряд спектаклей по классическим и современным произведениям. С этого же года, начиная с постановки «Братьев Карамазовых», режиссёр постоянно работал с композитором Владимиром Мартыновым. В 1999 году к 35-летию театра была представлена новая редакция спектакля «Добрый человек из Сезуана».
В 2001 году Юрий Любимов набрал курс актёров музыкального театра в РАТИ и уже на следующий год первокурсники в полном составе участвовали в новой постановке «Фауст».

## Поздняя история
Мы хотим посмотреть, что будет, потому что если мы будем каждые три месяца в зависимости от требования трудового коллектива менять решения, ничего хорошего не выйдет. Взял на себя Валерий Золотухин ответственность за коллектив-будем спрашивать с него. Поэтому пока все проблемы, которые там возникают, — это проблемы не департамента, а того человека, который взял на себя ответственность. При этом коллектив у нас не несет ответственности за те решения, которые приняты под его давлением. Они говорят — поменяйте нам директора, поменяйте нам главного режиссёра, нам не нравится ситуация с Любимовым, нам не нравится теперь ситуация с Золотухиным. Никакую юридическую ответственность коллектив не несет, от этого и происходят все беды.

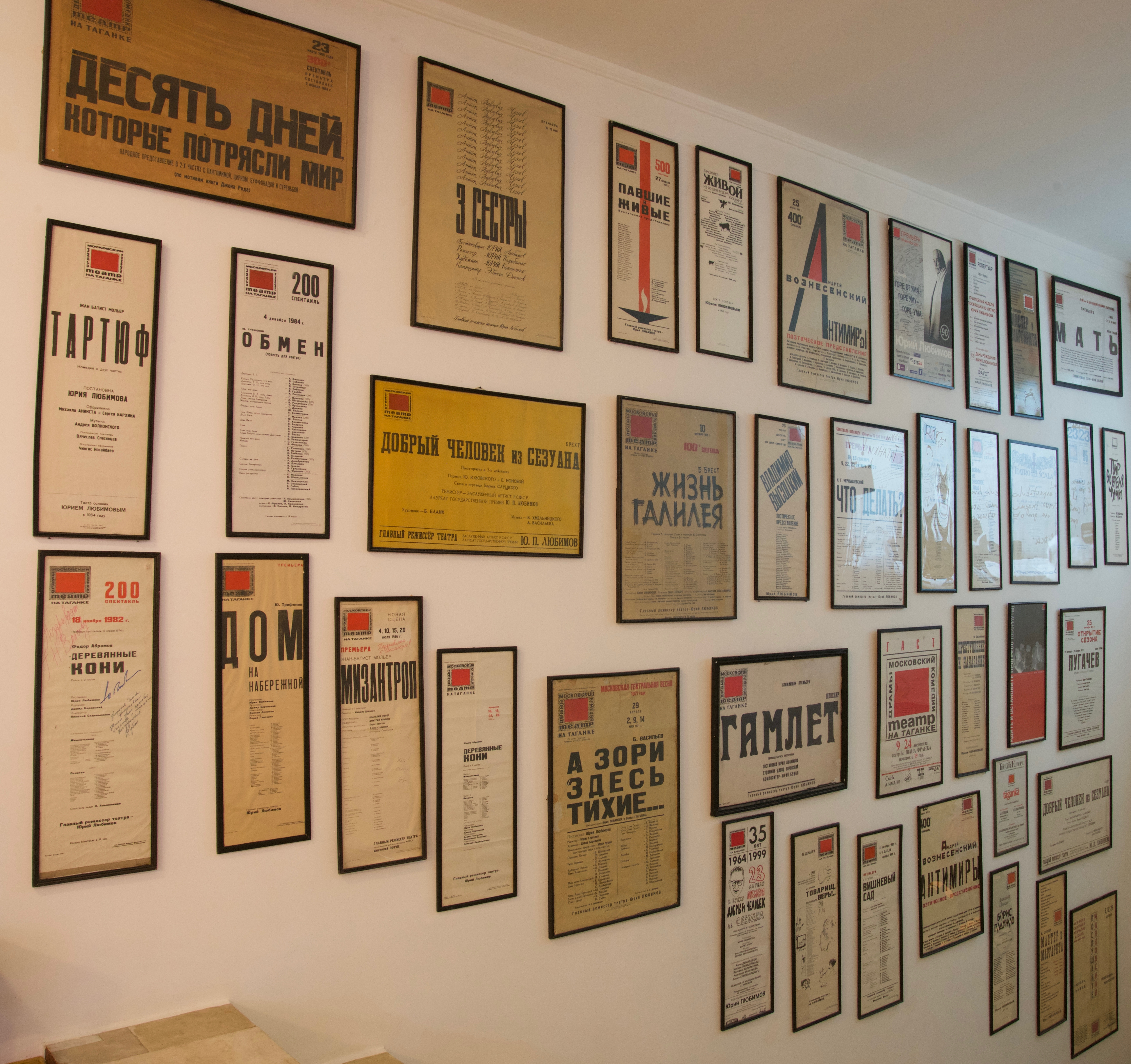
Фойе театра на Таганке, 2017 год

В 2010 году у режиссёра возник конфликт с труппой, связанный с нежеланием артистов переходить на предложенные им контрактные отношения. Разногласия привели к уходу основателя театра — Юрий Любимов подал в отставку в декабре того же года, поэтому в июле 2011-го, по просьбе коллектива, директором и художественным руководителем стал актёр Валерий Золотухин; договор с ним был заключён 16 октября, сроком на один год. Золотухин начал снимать из репертуара спектакли Любимова, его позицию поддержал Департамент культуры. В ноябре того же года Золотухин с Николаем Губенко договорились о беспрепятственном доступе театров к инженерно-техническим коммуникациям. Руководитель «Содружества актёров Таганки» отзывался, что после встречи «Таганская стена» рухнула.
В марте 2013 года, незадолго до своей смерти, Валерий Золотухин оставил пост по состоянию здоровья. Новым директором назначили Владимира Флейшера, который ранее возглавлял Центр имени Мейерхольда. Одновременно с этим Юрий Любимов объявил о намерении снять постановки, так как беспокоился, что его авторские спектакли ставятся без его участия. Руководство театра и Департамент культуры Москвы попросили о поиске компромисса. Несмотря на то, что Любимов запретил играть поставленные им спектакли, они всё равно остались в репертуаре театра (среди публики ходил слух о том, что Любимов снял запрет, но информация не была подтверждена).
26 марта 2014 года сенатор от Курганской области Олег Пантелеев в выступлении в Совете Федерации обвинил Театр на Таганке в пропаганде аморального образа жизни и отсутствии патриотизма, например он заявил, что 15 марта в театре был проведён документальный фестиваль «Майдан», а среди зрителей присутствовали люди с символикой украинской организации «Правый сектор».
Настало время повлиять на ситуацию в нашем любимом театре, где выступали прославленные актёры, приостановить процесс развала и сохранить высокие традиции русского репертуарного театр.Олег Пантелеев
В ответ Владимир Флейшер представил расписание постановок: 15 и 16 марта проходил фестиваль документальных пьес о Театре на Таганке «Единица хранения». Правительство Москвы потребовало публичных извинений от Пантелеева.
В 2015 году директором театра стала Ирина Апексимова. Здание, которое имеет статус объекта исторического и культурного наследия, начали готовить к заявленному ремонту. К работам приступили после окончания 50-го сезона. С XIX века фундамент здания и несущие конструкции разрушились, перекрытия могли не выдержать нагрузки, а во время сильного дождя вода проникала в гримёрные. В здании находятся две сцены — основная и малая, их также отреставрировали. На время ремонта труппа базировалась в студии Анатолия Васильева в доме № 20 на Поварской улице. После обновления[когда?] фойе зрительный зал и основная сцена приобрели вид любимовского театра 1960-х годов, когда среди артистов был Владимир Высоцкий. Новую сцену традиционно открыли[когда?] первым спектаклем театра — «Добрый человек из Сезуана», а малую — спектаклем «Золотой дракон».
Ирина Апексимова продлила контракты с 18 актёрами театра. Она создала лабораторию «Открытая репетиция»; в рамках проекта приглашённые режиссёры могут приходить с собственными пьесами, артисты распределяют роли и проводят несколько репетиций, после чего спектакль показывают зрителям. По результатам проведённой работы коллектив делает вывод о возможности дальнейшего сотрудничества с режиссёром. Благодаря лаборатории в репертуаре театра появились спектакли «Золотой дракон» Леры Сурковой, «8 (Восемь)» Сергея Чехова, «Старший сын» Дениса Бокурадзе.
К 2016 году Апексимова сняла из репертуара 21 спектакль, из них девять — постановки Любимова. Она комментировала своё решение следующим образом: «Сняты девять названий, в числе которых „Братья Карамазовы“, „Живаго“, „Медея“, „Мед“. Это спектакли, которые были поставлены на актёров, которые уже ушли из жизни, — Феликс Антипов, Валерий Золотухин, или больны и играть не могут — Иван Бортник, Виталий Шаповалов, Дальвин Щербаков. Эти спектакли уже невозможно восстановить, но в репертуаре остались и идут такие любимовские спектакли, как „Добрый человек из Сезуана“, „Мастер и Маргарита“, „Горе от ума“, „Антигона“, „Онегин“, „Марат и маркиз де Сад“».
В 2018 году режиссёр Максим Диденко представил постановку «Беги, Алиса, беги» на стихи Владимира Высоцкого. В этом же году мюзикл Алексея Франдетти «Суини Тодд, маньяк-цирюльник с Флит-стрит» получил три первые в истории театра «Золотые маски».
В 2021 году после 30 лет раскола Театр на Таганке и «Содружество актёров Таганки», возглавляемые Ириной Апексимовой, вновь объединились в Театр на Таганке.

## Персоналии

### Руководство
| Директора - Николай Дупак (1963—1977 и 1978—1990) - Юрий Любимов (1990—2011) - Валерий Золотухин (2011—2013) - Владимир Флейшер (2013—2015) - Ирина Апексимова (с марта 2015 года) | Художественные руководители - Александр Плотников (1946—1964) - Юрий Любимов (1964—1984) - Анатолий Эфрос (1984—1987) - Николай Губенко (1987—1989) - Юрий Любимов (1989—2011) - Валерий Золотухин (2011—2013) С 2015 года по желанию Ирины Апексимовой в театре нет официального художественного руководителя. |

### Труппа
Народные артисты России
На 2018 год в труппу входили четыре народных артиста России: Иван Бортник, Любовь Селютина, Юрий Смирнов, Александр Трофимов.
Заслуженные артисты России
- Николай Дупак
- Анна Агапова
- Тимур Бадалбейли[46]
- Анатолий Васильев
- Алексей Граббе
- Анастасия Колпикова
- Александр Лырчиков
- Лариса Маслова
- Мария Полицеймако
- Иван Рыжиков
- Татьяна Сидоренко[47]
- Виктор Шуляковский
- Дальвин Щербаков[13]

Артисты

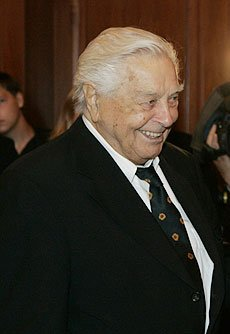
Юрий Любимов, 2007 год

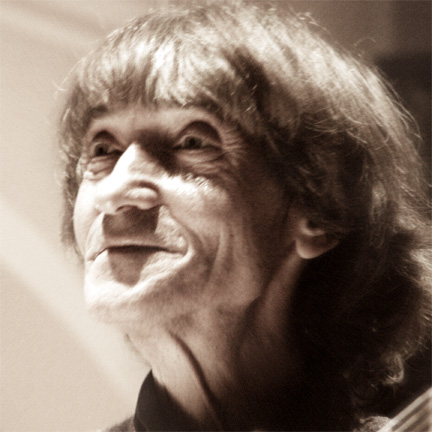
Дмитрий Межевич, 2003 год

Ниже представлены артисты, работавшие в театре в разное время.
- Мария Акименкова (с 2001 года)
- Феликс Антипов (1968—2016)
- Марина Антонова
- Юрий Ардашев
- Александра Басова
- Иван Бортник (1967—2019)
- Анатолий Борцкевич
- Анна Букатина
- Екатерина Варкова
- Анатолий Васильев
- Виталий Вашедский (2000—2024)
- Дарья Верещагина
- Владимир Высоцкий
- Дмитрий Высоцкий
- Елизавета Высоцкая
- Эрвин Гааз
- Николай Губенко
- Алла Демидова
- Иван Дыховичный
- Константин Желдин (1966—2000)
- Татьяна Жукова
- Анастасия Захарова
- Валерий Золотухин
- Иван Зосин
- Александр Калягин (1965—1967)
- Виктор Карпеко
- Игорь Кириллов (1955—1957)
- Олег Киселев
- Анастасия Колпикова
- Мария Кольцова
- Филипп Котов
- Юлия Куварзина
- Никита Кудрявцев
- Александра Кузнецова
- Ирина Линдт
- Михаил Лукин
- Никита Лучихин
- Ростислав Лучников
- Константин Любимов
- Станислав Любшин (1964—1967)
- Владислав Маленко
- Елена Манышева
- Александр Марголин
- Лариса Маслова
- Мария Матвеева
- Дмитрий Межевич (1968—2011)
- Андрей Меланьин
- Дмитрий Муляр
- Игорь Неведров
- Андрей Негинский
- Мария Нефедова
- Полина Нечитайло
- Владислав Перов
- Игорь Пехович
- Анна Попова
- Александр Пороховщиков
- Елена Посоюзных
- Давила Пуани
- Маргарита Радциг
- Готлиб Ронинсон (1946—1991)
- Юлия Россикова
- Валентин Рыжий
- Екатерина Рябушинская
- Наталья Сайко (1970—1993)
- Александр Силаев
- Зинаида Славина (1964—1993)
- Вениамин Смехов (1962—1985, 1987—1998, возвращался в 1998 и 2011 годах для участия в отдельных спектаклях)
- Алла Смирдан
- Андрей Смиреннов
- Всеволод Соболев (1963—2011)
- Светлана Сорокина-Субботина
- Рената Сотириади
- Роман Стабуров
- Юлия Стожарова
- Дмитрий Сысаев
- Галина Трифонова
- Сергей Трифонов
- Инна Ульянова (1964—1993, 1993—2005 — в труппе «Содружество актёров Таганки»)
- Сергей Ушаков
- Семён Фарада (1972—2000)
- Леонид Филатов (1969—1993)
- Александр Филиппенко (1969—1975)
- Александр Фролов
- Александр Фурсенко
- Александр Фурсенко-младший
- Анна Хлесткина
- Борис Хмельницкий (1964—1982, возвращался в 1999—2002 годах для участия в отдельных спектаклях)
- Сергей Цимбаленко
- Марина Черкашина
- Ольга Шатрова
- Нина Шацкая (1964—1993)
- Виталий Шаповалов
- Ирина Шишкина
- Ольга Юкечева
- Леонид Ярмольник (1976—1984)

### Художники и композиторы
| Художники - Борис Бланк - Давид Боровский - Энар Стенберг - Эдуард Кочергин - Михаил Аникст | Композиторы - Дмитрий Шостакович - Альфред Шнитке - Эдисон Денисов - София Губайдулина - Николай Сидельников |

## Репертуар

### Архивные спектакли
- 1946 — «Народ бессмертен» И. Назарова по роману Василия Гроссмана, Реж.: А. К. Плотников
- 1946 — «Чудеса пренебрежения» Лопе де Вега, Режиссёр: ?
- 1946 — «Каширская старина» Д. В. Аверкиева, Режиссёр: Н. Волконский
- 1946 — «Андрей Протасов» О. С. Литовского, Режиссёр: ?
- 1947 — «Как закалялась сталь» Н. А. Островского, Режиссёр: А. К. Плотников
- 1947 — «Гусев, жена и дети» О. С. Литовского
- 1947 — «Младшая сестра»
- 1948 — «Судья» Д. Ф. Слепян, Режиссёр: Ф. Е. Шишигин
- 1948 — «Я» И. В. Чекина, Режиссёр: ?
- 1948 — «За Атлантикой» А. Гайта, Режиссёр: Ф. Е. Шишигин
- 1948 — «Дворянское гнездо» по роману И. С. Тургенева, Режиссёр: А. К. Плотников
- 1948 — «Снежная королева» по Е. Л. Шварцу, Режиссёр: Ф. Е. Шишигин
- 1949 — «Воробьёвы горы» А. Д. Симукова, Режиссёр: Ф. Е. Шишигин
- 1949 — «Шутники» А. Н. Островского, Режиссёр: Ф. Е. Шишигин
- 1949 — «Последняя граница» Н. Лабковского и А. Лейбмана по Говарду Фасту, Постановка: А. К. Плотникова и В. В. Кабатченко; Режиссёр: М. В. Попова
- 1949 — «Солнечный дом»
- 1949 — «Ночной вор»
- 1950 — «Темной осенней ночью» Ю. П. Германа, Режиссёр: А. К. Плотников
- 1950 — «О самой большой любви»
- 1950 — «Слово женщинам» Э. А. Залитэ, Режиссёр: Ф. Е. Шишигин
- 1950 — «Звезда Севильи» Лопе де Вега, Реж.: А. К. Плотников
- 1950 — «Грех да беда на кого не живёт» А. Н. Островского, Режиссёры: М. В. Попова и Л. Е. Гарфельд
- 1950 — «Семь волшебников» А. Д. Симукова, Режиссёры: А. К. Плотников и М. Корабельник
- 1951 — «Под золотым орлом» Я. А. Галана, Режиссёр: А. К. Плотников
- 1952 — «Земной рай» (Тревога) Орлина Василева, Режиссёр: А. Н. Грибов
- 1952 — «Этих дней не смолкнет слава» Л. Рудого, Режиссёр: А. К. Плотников
- 1952 — «Последние» А. М. Горького, Режиссёр: И. М. Анненский
- 1952 — «Широкая натура»
- 1952 — «У лесного озера» Ц. С. Солодаря, Режиссёр: М. В. Попова
- 1953 — «Приваловские миллионы» по роману Дмитрия Мамина-Сибиряка, Режиссёр: И. М. Анненский
- 1953 — «Сын рыбака» по роману Вилиса Лациса, Режиссёр: А. К. Плотников
- 1953 — «Гаити» Уильяма Дюбуа, Реж.: И. М. Анненский
- 1953 — «Дорогой подарок»
- 1953 — «В сиреневом саду» Ц. С. Солодаря, Постановка: А. К. Плотникова, Режиссёр: Я. Н. Ромбро
- 1954 — «Под счастливой звездой» А. Галича
- 1954 — «Хрустальный ключ» М. Бондарева
- 1954 — «Грех» С. Жеромского
- 1955 — «Дармоеды» Гергея Чики, Постановка: А. К. Плотникова, Режиссёры: М. В. Попова и Я. Н. Ромбро
- 1955 — «Червонный валет» (Находчивый Кинола) Оноре де Бальзака, Режиссёр: ?
- 1955 — «Ошибка Анны» К. Я. Финна, Режиссёр: А. К. Плотников[48]
- 1955 — «Волшебный факел» Б. Э. Рабкина, О. Комиссарова, Режиссёр: Л. Е. Гарфельд
- 1956 — «Соседи по квартире» Л. Б. Гераскиной, Режиссёр: М. В. Попова
- 1956 — «Оптимистическая трагедия» В. В. Вишневского, Режиссёр: А. К. Плотников
- 1956 — «Одинокая женщина» (Екатерина Воронина) П. Градова по роману А. Рыбакова, Режиссёр: А. А. Орочко
- 1956 — «Сила любви» Ю. П. Чепурина, Режиссёр: А. К. Плотников
- 1957 — «Факир на час» по пьесе Владимира Дыховичного и Мориса Слободского, Режиссёр: А. К. Плотников
- 1957 — «Русские люди» К. М. Симонова, Режиссёр: А. К. Плотников
- 1957 — «Призраки» Э. Де Филиппо, Режиссёр: А. К. Плотников
- 1957 — «Король-олень» Карло Гоцци, Режиссёр: ?
- 1958 — «Меч и звезды» Ю. П. Чепурина, Режиссёр: ?
- 1958 — «Тихий американец» Г. Голубева по роману Грэма Грина, Режиссёр: А. К. Плотников
- 1958 — «Николай Иванович» Л. Б. Гераскиной
- 1959 — «На хуторе близ Диканьки»
- 1959 — «Ученик волшебника» В. Жулкевской и С. Бугайского, Режиссёр: М. В. Попова
- 1959 — «Мы тоже не ангелы» К. Фехера
- 1959 — «Второй дом от угла» В. В. Винникова, К. Крахта
- 1959 — «Ничего подобного»
- 1960 — «Четверо под одной крышей» М. Смирнова, М. Крайнделя, Постановка: С. Г. Бирман; Режиссёр: Я. Н. Ромбро
- 1960 — «Если ты человек» А. И. Мовзона, Режиссёр: ?
- 1960 — «Задержан на улице» К. Я. Финна, Режиссёр: ?
- 1960 — «Красавец огонь» К. Я. Финна, Режиссёр: ?
- 1960 — «Мал да удал» В. А. Гольдфельда, Режиссёр: В. А. Гольдфельд
- 1961 — «Немой рыцарь» Ене Хелтаи, Режиссёр: А. К. Плотников
- 1961 — «Черная кошка» К. Я. Финна, Режиссёр: М. В. Попова
- 1961 — «Фантазия для скрипки» Б. А. Метальникова, Режиссёр: ?
- 1961 — «Знаменитый 702» Александру Миродана, Режиссёр: Е. С. Евдокимов
- 1962 — «Последний трамвай»
- 1962 — «Сказка про солдата и змею»
- 1962 — «Правда приходит в дом»
- 1962 — «Наказание без мщения» Лопе де Вега, Режиссёр: А. К. Плотников
- 1962 — «Скандальное происшествие с мистером Кэттлом и миссис Мун» Дж. Пристли
- 1963 — «Микрорайон» по роману Л. В. Карелина
- 1964 — «Добрый человек из Сезуана», режиссёр: Юрий Любимов
- 1964 — «Герой нашего времени» Михаила Лермонтова, режиссёр: Юрий Любимов
- 1965 — «Антимиры» Андрея Вознесенского, режиссёры: Юрий Любимов и Пётр Фоменко
- 1965 — «Десять дней, которые потрясли мир» по Джону Риду, режиссёр: Юрий Любимов
- 1965 — «Павшие и живые», режиссёры: Юрий Любимов и Пётр Фоменко
- 1966 — «Только телеграммы» Валерия Осипова, Режиссёр: Теодор Вульфович
- 1966 — «Жизнь Галилея» по Бертольду Брехту, режиссёр: Юрий Любимов
- 1967 — «Послушайте!» по Владимиру Маяковскому, режиссёр: Юрий Любимов
- 1967 — «Пугачёв» по Сергею Есенину, режиссёр: Юрий Любимов
- 1968 — «Живой» по Б. Можаеву (премьера состоялась в 1989 году), режиссёр: Юрий Любимов
- 1968 — «Тартюф» по Мольеру, режиссёр: Юрий Любимов
- 1969 — «Мать» по Максиму Горькому, режиссёр: Юрий Любимов
- 1969 — «Час пик» по Ежи Ставинскому, режиссёры: Вениамин Смехов и Юрий Любимов
- 1969 — «О том, как господин Мокинпот от своих злосчастий избавился», режиссёр: Михаил Левитин
- 1970 — «Берегите ваши лица» по А. Вознесенскому, режиссёр: Юрий Любимов
- 1970 — «Что делать?» по Николаю Чернышевскому, режиссёр: Юрий Любимов
- 1971 — «А зори здесь тихие…» по Борису Васильеву, режиссёр: Юрий Любимов
- 1971 — «Гамлет» Уильяма Шекспира, режиссёр: Юрий Любимов
- 1972 — «Под кожей статуи Свободы» по Е. Евтушенко, режиссёр: Юрий Любимов
- 1973 — «Товарищ, верь…» по А. С. Пушкину, режиссёр: Юрий Любимов
- 1973 — «Бенефис (актёры А. Н. Островскому» по Александру Островскому, режиссёр: Юрий Любимов
- 1974 — «Деревянные кони» по Ф. Абрамову, режиссёр: Юрий Любимов
- 1975 — «Пристегните ремни!» Г. Бакланова, режиссёр: Юрий Любимов
- 1975 — «Вишнёвый сад» по А. П. Чехову, режиссёр: Анатолий Эфрос
- 1976 — «Обмен» по Юрию Трифонову, режиссёр: Юрий Любимов
- 1976 — «Работа есть работа», спектакль-пантомима, режиссёр: Юрий Любимов
- 1977 — «Мастер и Маргарита» по Михаилу Булгакову, режиссёр: Юрий Любимов
- 1977 — «Перекрёсток» по Василю Быкову, режиссёр: Юрий Любимов
- 1978 — «Ревизская сказка» по Николаю Гоголю, режиссёр: Юрий Любимов
- 1979 — «Преступление и наказание» по Фёдору Достоевскому, режиссёр: Юрий Любимов
- 1979 — «Турандот, или Конгресс обелителей» Бертольта Брехта, режиссёр: Юрий Любимов
- 1980 — «Дом на набережной» по Юрию Трифонову, режиссёр: Юрий Любимов
- — «Надежды маленький оркестрик», режиссёр: Юрий Любимов
- 1981 — «Три сестры» Антона Чехова, режиссёр: Юрий Любимов
- 1981 — «Владимир Высоцкий», поэтическое представление (запрещён; выпущен в 1988 году), режиссёр: Юрий Любимов
- 1988 — «Владимир Высоцкий», поэтическое представление (поставлен в 1981 году, запрещён; выпущен в 1988 году), режиссёр: Юрий Любимов
- «Борис Годунов» Александра Пушкина (поставлен в 1982 году, запрещён; выпущен в 1988 году), режиссёр: Юрий Любимов
- 1989 — «Пир во время чумы» по А. С. Пушкину, режиссёр: Юрий Любимов
- 1989 — «Дочь, отец и гитарист» Булата Окуджавы (пантомима с песнями), режиссёр: Юрий Любимов
- 1990 — «Самоубийца» Николая Эрдмана, режиссёр: Юрий Любимов
- 1992 — «Электра» Софокла, режиссёр: Юрий Любимов
- 1993 — «Живаго (Доктор)» по Борису Пастернаку, режиссёр: Юрий Любимов
- 1995 — «Медея» Еврипида, режиссёр: Юрий Любимов
- 1996 — «Подросток» по Ф. М. Достоевскому, режиссёр: Юрий Любимов
- 1997 — «Братья Карамазовы (Скотопригоньевск)» по Ф. М. Достоевскому, режиссёр: Юрий Любимов
- 1998 — «Марат и Маркиз де Сад» Петера Вайса, режиссёр: Юрий Любимов
- 1998 — «Шарашка» по А. Солженицыну, режиссёр: Юрий Любимов
- 2000 — «Евгений Онегин» по А. С. Пушкину, режиссёр: Юрий Любимов
- 2000 — «Театральный роман» по роману Михаила Булгакова, режиссёр: Юрий Любимов
- 2000 — «Хроники» по Уильяму Шекспиру, режиссёр: Юрий Любимов
- 2001 — «Сократ/Оракул», мистерия К. Кедрова и Юрия Любимова. Премьера состоялась в Афинах, у Парфенона, режиссёр: Юрий Любимов
- 2002 — «Фауст» по Иоганну Гёте, режиссёр: Юрий Любимов
- 2004 — «До и после (бриколаж)» по стихам поэтов Серебряного века, режиссёр: Юрий Любимов
- 2004 — «Идите и остановите прогресс (обэриуты)», по произведениям Александра Введенского, Даниила Хармса, Николая Заболоцкого, Алексея Крученых, Николая Олейникова, режиссёр: Юрий Любимов
- 2005 — «Суф(ф)ле», на тему произведений Фридриха Ницше, Франца Кафки, Самюэля Беккета, Джеймса Джойса, режиссёр: Юрий Любимов
- 2006 — «Антигона» Софокла, режиссёр: Юрий Любимов
- 2007 — «Горе от ума — Горе уму — Горе ума» по Александру Грибоедову, режиссёр: Юрий Любимов
- 2008 — «Замок» по Францу Кафке, режиссёр: Юрий Любимов
- 2009 — «Сказки» по произведениям Ханса Кристиана Андерсена, Оскара Уайльда и Чарльза Диккенса, режиссёр: Юрий Любимов
- 2009 — «Арабески» по Николаю Гоголю, режиссёр: Юрий Любимов
- 2010 — «Мёд» по Тонино Гуэрре, режиссёр: Юрий Любимов
- 2011 — «Маска и Душа» по рассказам раннего Чехова, повести «Степь» и фрагментам поэмы Джорджа Байрона «Каин», режиссёр: Юрий Любимов

#### Гастроли театра
- 1949 — Днепропетровск, Винница
- 1951 — Ворошиловград, Кисловодск
- 1954 — Днепропетровск, Симферополь
- 1955 — Горький
- 1956 — Уфа, Молотов, Ижевск
- 1957 — Казань, Куйбышев
- 1958 — Минеральные воды, Ростов-на-Дону
- 1965 — Ленинград
- 1966 — Тбилиси, Сухуми
- 1967 — Ленинград
- 1971 — Киев
- 1972 — Ленинград
- 1973 — Ташкент, Алма-Ата
- 1974 — Набережные Челны, Вильнюс, Рига
- 1975 — Болгария, Ростов-на-Дону
- 1976 — Югославия, Венгрия
- 1977 — Франция (Париж, Лион, Марсель)
- 1978 — ГДР (Берлин, Росток)
- 1979 — Ижевск, Минск, Тбилиси
- 1980 — Польша (Варшава)
- 2005 — Киев (Украина)
- 2011 — Чехия
- 2012 — Челябинск
- 2014 — Иркутск

### Постановки на 2018 год
- «Добрый человек из Сезуана» Бертольта Брехта (1964)
- «Послушайте!» по стихам Владимира Маяковского (1967)
- «Тартюф» Мольера
- «Мастер и Маргарита» Михаила Булгакова
- «Владимир Высоцкий»
- «Живаго (доктор)» по роману Бориса Пастернака «Доктор Живаго»
- «Медея» Еврипида — архивный спектакль
- «Братья Карамазовы (Скотопригоньевск)» по роману Фёдора Достоевского «Братья Карамазовы»
- «Марат и маркиз де Сад» Петера Вайса — архивный спектакль
- «Шарашка» (главы романа «В круге первом» Александра Солженицына). Режиссёр Юрий Любимов — архивный спектакль
- «Театральный роман» Михаила Булгакова
- «Евгений Онегин» Александра Пушкина
- «Фауст» Иоганна фон Гёте
- «До и после», по творчеству поэтов Серебряного века — архивный спектакль
- «Идите и остановите прогресс (обэриуты)» — архивный спектакль
- «Суф(ф)ле» по произведениям Фридриха Ницше, Франца Кафки, Сэмюэля Беккета, Джеймса Джойса — архивный спектакль
- «Антигона» Софокла — архивный спектакль
- «Горе от ума — Горе уму — Горе ума» по пьесе «Горе от ума» (2007)
- «Замок» Франца Кафки — архивный спектакль
- «Сказки» Ханса Андерсена, Оскара Уайльда, Чарльза Диккенса — архивный спектакль
- «Арабески» по произведениям Николая Гоголя (2009) — архивный спектакль
- «Мёд» Тонино Гуэрры — архивный спектакль
- «Маска и Душа» по произведениям Антона Чехова — архивный спектакль
- «Венецианские близнецы» Карло Гольдони, режиссёр Паоло Ланди
- «Калека с Инишмана» Мартина МакДонаха, режиссёр Сергей Федотов
- «Старший сын» Александра Вампилова, режиссёр Денис Бокурадзе[13][25][4][9]